# Styelicola
Styelicola är ett släkte av kräftdjur som beskrevs av Lützen 1968. Styelicola ingår i familjen Ascidicolidae.
Släktet innehåller bara arten Styelicola bahusia.